# Nil Dorobanțu
Nil Dorobanțu (n. 1 august 1920, Crainici, Mehedinți – d. 27 martie 1977, Crainici, Mehedinți) a fost un ieroschimonah ortodox, stareț, duhovnic, ascet și mistic. Părintele Nil Dorobanțu s-a împotrivit ateismului comunist. A îmbrăcat haina nebuniei pentru Hristos, formă de manifestare duhovnicească puțin cunoscută în spațiul monahal românesc. A fost arestat și închis de mai multe ori, fiind urmărit toată viața de Securitate. Caterisit în 1956, continuă să facă zilnic Sfânta Liturghie într-un paraclis amenajat în șopronul din curtea părintească. La deshumarea făcută pe 28 septembrie 2015, sicriul a fost găsit gol și fără capac.
S-au păstrat mii de pagini din scrierile lui Nil Dorobanțu, care acoperă o varietate de discipline, toate abordate dintr-o perspectivă creștin-ortodoxă. Această operă este editată și publicată de asociația „Nil Dorobanțu”, înființată în acest scop. 

## Biografie

### Studiile și formarea
S-a născut la 1 august 1920 în satul Crainici, comuna Bala, județul Mehedinți, primind la botez numele de Nicolae. Tatăl său se numea Dumitru, lucrând ca portar și servitor în București. Mama sa, pe nume Ana, era casnică. Familia sa era de „țărani mijlocași” (p.274).
Primele trei clase le face în satul Crainici, la școala generală din localitate. Clasa a IV-a a început-o la o școală primară din București, însă, îmbolnăvindu-se, nu a putut-o termina. Așa încât, repetă clasa a IV-a primară la Crainici. Următoarele șapte clase de liceu le face la colegiul „Sfântul Sava” din București. Este exmatriculat în clasa a VIII-a de liceu de directorul de atunci, motivul fiind, conform lui Nicolae Dorobanțu, ura pe care directorul i-o purta. Termină clasa a VIII-a la liceul militar „Alexandru Sturza” din Craiova, iar apoi intră la „Școala de Ofițeri de Infanterie”. La data de 10 mai absolvă cu gradul de ofițer sublocotenent, la arma Vânători de Munte.
Nicolae Dorobanțu ar fi fost ales să facă parte din clasa palatină a voievodului Mihai (anul școlar 1932-1933), fiind însă înlocuit ulterior de Mărgelatu Tănase.
Fiind repartizat la batalionul IV vânători de munte din Predeal, își „dă demisia” deoarece „nu vroiam să lupt într-un război în altă țară, în timp ce Ardealul este ocupat” (p.94). Fiind considerat dezertor și pasibil de pedeapsă, primește din partea neurologului Vlad Voiculescu diagnosticul de „dromomanie epileptică”, scăpând astfel de judecată.
În 1943 intră la două facultăți: Facultatea de Sivicultură a Politehnicii și Facultatea de Teologie din București, obținând bursă și cazare la internatul „Radu Vodă”. În 1944 se înscrie la încă trei facultăți: la Facultatea de Litere (secția Critică Literară), la Facultatea de Filosofie (secția Logică și Epistemologie; secția Sociologie și Etică; secția Istoria Filosofiei Moderne și Contemporane) și la Facultatea de Drept. Tot în acest an obține diploma de stenodactilograf, și se înscrie în Frontul Plugarilor.
În 1947 își dă licența în Teologie, obținând nota 10. În același an se va înscrie la doctorat la Teologie. Un an mai târziu, își dă licențele în Filosofie și Litere. În 1949 scrie teza de doctorat „Teoria Logosului Întrupat în Viața Duhovnicească” sub îndrumarea părintelui Dumitru Stăniloae.

### Activitatea religioasă
Fiind încă student, este tuns în monahism în 1947, primind numele de Nichifor. Pe 23 aprilie 1948 este hirotonit ierodiacon, iar la 3 iulie 1949 ieromonah pe seama mănăstirii Mușunoaiele. În 5 august 1952 este tuns în schima mare, având naș pe ieromonahul Daniil Sandu Tudor, și primind numele de Nil.
În anii 50' a fost folosit de autoritățile bisericești pentru întoarcerea la Ortodoxie a Greco-Catolicilor a căror cult fusese desființat în 1948. În acest scop a făcut misionarism în Transilvania, la Aiud (măn. Râpa Râmeți), Cluj (măn. Nicula), Bihor (schitul Izbuc-Vișeu) etc. De asemenea, are contribuții majore în reorganizarea învățământului seminarial ortodox. A deținut funcții precum: secretar eparhial, director de studii la multiple seminarii monahale, stareț și duhovnic.

### Aresturile și caterisirea
Prima dată a fost arestat la mănăstirea Tismana, în 1952.
A doua oară a fost arestat la Craiova, la 26 octombrie 1952.
A treia oară a fost arestat la schitul Nechit în 3 noiembrie 1954, fiind reținut în arest pentru 38 de zile, eliberat la 11 decembrie.
Ultima oară a fost arestat în comuna Buhalnița, la 3 ianuarie 1956, fiind închis pentru 120 de zile. Judecat și achitat la 24 aprilie 1956, este eliberat pe 5 mai al aceluiași an. Învinuirea ce i s-a adus a fost că, împreună cu alte persoane, „au ținut slujbe religioase în mod clandestin fără aprobarea forurilor superioare bisericești și că în timpul acestor slujbe ar fi făcut agitațiuni ce pun în pericol siguranța Statului”. Este absolvit de orice culpă, „găsindu-se într-una din cazurile de neimputabilitate”, recomandându-se „internare în spital de Psihiatrie pentru tratament” (p.282).
Prin sentința din 27 noiembrie 1956, dată de Consistoriul Monahal Eparhial (al Romanului și Hușilor), Nil Dorobațu este exclus din monahism și caterisit sub motivația încălcării „votului ascultării... folosind însă preoția sa în chip necanonic, ilicit și anarhic” (p. 330). Sentința se dă în lipsa inculpatului, acesta neprezentându-se la judecată.

### Viața după caterisire și moartea
După caterisire, Nil Dorobanțu continuă să slujească și să predice în „case de creștini, cu Biserica în spinare” (p. 112). Îl roagă pe unchiul său, generalul Gheorghe Dorobanțu, să publice în România Liberă un anunț despre decesul său, ceea ce va și face. Acesta va apărea la 10 februarie 1967.
Bolnav de tuberculoză, refuză tratamentul medical. La 27 martie 1977, în satul natal Crainici, aflându-se sub grija ucenicului Toma Alexandru, trece la cele veșnice.

## Controverse
Profesorul David Pestroiu susține că mișcarea (sectară) Biserica Secretă a Maicii Domnului promovează intens canonizarea lui Nil Dorobanțu, pe care Pestroiu îl consideră „adept al mișcării”.
Alți autori consideră ca atitudinea lui Nil Dorobanțu a fost influențată major de mișcarea mistică de la mănăstirea Vladimirești, unul dintre scopurile sale fiind menținerea spiritului de la Vladimirești prin „practici de tip sectar”.

## Scrieri
- 1. Ieroschimonahul Nil Dorobanțu "Nebun pentru Hristos"  și flacără vie a monahismului secolului XX - Autobiografie duhovnicească, îngrijită de Preot Ionel Dumitru Adam, 2017 (ediție revizuită), ISBN 978-606-94339-9-7
- 2. Ieroschimonahul Nil Dorobanțu Mistica, 2015, ISBN 978-606-8583-31-0
- 3. Ieroschimonahul Nil Dorobanțu Cuvinte cerești, vol. 1, 2016, ISBN 978-606-94141-1-8
- 4. Ieroschimonahul Nil Dorobanțu Petru de la Maglavit - Teofanie, 2015, ISBN 978-606-8583-36-5
- 5. Ieroschimonahul Nil Dorobanțu Veronica de la Vladimirești - Teofanie, 2017, ISBN 978-606-94339-3-5
- 6. Ieroschimonahul Nil Dorobanțu Teofaniile din Pateric, 2015, Editura "Babel", Bacâu
- 7. Ieroschimonahul Nil Dorobanțu Faust - ateul mântuit J.W. Goethe - Exegeză,2016, ISBN 978-606-94141-0-1
- 8. Ieroschimonahul Nil Dorobanțu Cuvinte cerești, vol. 2, 2016, ISBN 978-606-94141-6-3
- 9. Ieroschimonahul Nil Dorobanțu Dumnezeu în natură - Camille Flammarion - Exegeză,2016, ISBN 978-606-94141-9-4
- 10. Ieroschimonahul Nil Dorobanțu Omul - ființă necunoscută - Alexis Carrel - Exegeză, 2016, ISBN 978-606-94233-0-1
- 11. Ieroschimonahul Nil Dorobanțu Tâlcuiri la Tatăl nostru și Psalmul 50,2016, ISBN 978-606-94233-6-3
- 12. Ieroschimonahul Nil Dorobanțu Tâlcuiri la Canoane, vol. 1, 2016, ISBN 978-606-94233-4-9
- 13. Ieroschimonahul Nil Dorobanțu Tâlcuiri la Canoane, vol. 2, 2016, ISBN 978-606-94233-5-6
- 14. Ieroschimonahul Nil Dorobanțu Teofania, 2016, ISBN 978-606-94233-7-0
- 15. Ieroschimonahul Nil Dorobanțu Rugăciuni în prigoană, 2016, ISBN 978-606-94233-1-8
- 16. Ieroschimonahul Nil Dorobanțu Sociologia, 2016, ISBN 978-606-94233-2-5
- 17. Ieroschimonahul Nil Dorobanțu Apologetica, vol. 1, 2016, ISBN 978-606-94233-8-7
- 18. Ieroschimonahul Nil Dorobanțu Apologetica, vol. 2, 2016, ISBN 978-606-94339-0-4
- 19. Ieroschimonahul Nil Dorobanțu Antihristul, 2017, ISBN 978-606-94339-4-2
- 20. Ieroschimonahul Nil Dorobanțu Cuvinte cerești, vol. 3, 2017, ISBN 978-606-94339-5-9
- 21. Ieroschimonahul Nil Dorobanțu Etica, 2016, ISBN 978-606-94339-6-6
- 22. Ieroschimonahul Nil Dorobanțu STIL - Contra schismei stilului vechi iulian, 2016, ISBN 978-606-8943-00-8
- 23. Schiarhiereu Nil Dorobanțu Apocalipsa, vol. 1, 2018, ISBN 978-606-8943-03-9
- 24. Schiarhiereu Nil Dorobanțu Apocalipsa, vol. 2, 2018, ISBN 978-606-8943-04-6
- 25. Schiarhiereu Nil Dorobanțu Acatistier, 2018, ISBN 978-606-8943-05-3
- 26. Schiarhiereu Nil Dorobanțu Psihologia, 2018, ISBN 978-606-8943-06-0
- 27. Schiarhiereu Nil Dorobanțu Tâlcuiri la acatiste, 2019
- 28. Schiarhiereu Nil Dorobanțu Tâlcuiri la Moliftelnic, 2019
- 29. Schiarhiereu Nil Dorobanțu Logica, vol. 1, 2020, ISBN 978-606-8943-11-4
- 30. Schiarhiereu Nil Dorobanțu Logica, vol. 2, 2020, ISBN 978-606-8943-12-1